# Émilie Dequenneová
Émilie Dequenneová (29. srpna 1981 Belœil, Belgie – 16. března 2025 Villejuif, Francie) byla belgická herečka valonské národnosti. 

## Biografie
Émilie Dequenneová studovala politologii, od dětství hrála v divadle v Ladeuze, v roce 1999 ji bratři Dardennové obsadili do titulní role filmu Rosetta. Za svůj výkon získala cenu pro nejlepší herečku na filmovém festivalu v Cannes a byla nominována na Evropskou filmovou cenu. Za roli Laury ve filmu Posluhovačka byla nominována na Césara pro nejslibnější herečku. Její výkon ve filmu Přijít o rozum byl oceněn cenou Un certain regard v Cannes 2012. V roce 2015 získala Magrittovu cenu za film Nejsi můj typ. V letech 2001 a 2014 byla také oceněna na festivalu romantických filmů v Cabourgu.

## Osobní život
Měla dceru Millu Savarese (nar. 2002) s belgickým DJem Alexandrem Savaresem. Žili spolu od roku 1999 do roku 2005. V roce 2008 se seznámila s hercem Michelem Ferraccim, za kterého se v roce 2014 provdala.
Zemřela 16. března 2025, ve věku 43 let na adrenokortikální karcinom.

## Filmografie
- 1999 Rosetta
- 2001 Bratrstvo vlků – Hon na bestii
- 2002 Posluhovačka
- 2004 Most osudu
- 2006 Poslouchej čas
- 2006 Kouzelné dobrodružství
- 2007 Život umělce
- 2012 Přijít o rozum
- 2014 Nejsi můj typ
- 2016 Máma a já